# Orobanche pallidiflora
Orobanche pallidiflora là loài thực vật có hoa thuộc họ Cỏ chổi. Loài này được Wimm. & Grab. mô tả khoa học đầu tiên.